# Gare d'Almería
La gare intermodale de Almería est une gare desservant à la fois les chemins de fer et les bus dans la ville espagnole d'Almería. Elle est en service depuis 2005 et remplace l'ancienne gare, qui avait été ouverte en 1893. Depuis 2018, les services ferroviaires sont inactifs en raison des travaux réalisés en raison de la construction de la ligne ferroviaire à grande vitesse qui reliera Almería à Madrid et au couloir méditerranéen à travers Murcie.

## Situation ferroviaire
La gare est située au point kilométrique 250,618 de la ligne ferroviaire à écartement ibérique Linares Baeza-Almería.

## Histoire
Le terrain a été acquis en 1880 et la construction de l'ancienne gare a commencé pour la Compañía de los Caminos de Hierro del Sur de España en 1890 et a été achevée en 1893. Bien que son inauguration ait eu lieu deux ans plus tard, le 23 juillet 1895, avec la ligne Guadix-Almería.